# The Merchant: Gaekju 2015
The Merchant: Gaekju 2015 (en hangul, 장사의 신 - 객주 2015; en hanja, 商事의 神 - 客主 2015; romanización revisada, Jangsaui Sin - Gaegju 2015), conocida también en español como El Comerciante: Gaekju 2015, es una serie de televisión histórica surcoreana emitida entre 2015 y 2016, protagonizada por Jang Hyuk, Han Chae Ah, Kim Min Jung, Yu Oh Seong y Lee Deok Hwa.
Fue emitida en su país de origen por KBS 2TV desde el 23 de septiembre de 2015 hasta el 18 de febrero de 2016, con una longitud de 41 episodios al aire las noches de los miércoles y los jueves a las 21:55 (KST). Está basada en la novela Gaekju de Kim Joo Young y serializada en el periódico The Seoul Shinmun, desde junio de 1979 hasta febrero de 1983.
La serie cuenta las anécdotas de los comerciantes durante los últimos años de la era Joseon, entre las que destaca la de Cheon Bong Sam, descendiente de una humilde familia de comerciantes que comienza en el mercado como un pregonero y va progresando hasta convertirse en un exitoso comerciante.

## Argumento
A finales de la era Joseon, un hombre pobre llamado Chun Bong Sam hereda una posada decrépita. Honestamente trabaja en su camino hasta convertirse en un poderoso comerciante. Como los comerciantes chocan contra los poderes burocráticos que intentan oprimirlos por aparejo malos tratos, Bong Sam nunca pierde de vista sus humildes comienzos como un vendedor ambulante, incluso después de haber logrado un gran éxito y, finalmente, da forma a la manera de hacer negocios en su época.

## Reparto

### Personajes principales
- Jang Hyuk como Chun Bong Sam.
- Yoo Oh Sung como Gil So Gae.
- Kim Min Jung como Mae Wol.
- Han Chae Ah como Jo So Sa.

### Personajes secundarios
Cheonga Gaekju
- Park Eun Hye como Chun So Rye.
- Im Hyung Joon como Oh Deuk Gae.

Songpa Mabang
- Jung Tae Woo como Sun Dol.
- Ryu Dam como Gom Bae.
- Kim Myung Soo como Jo Sung Joon.
- Park Sang-myun como Song Man-chi.
- Yang Jung Ah como Bang Geum Yi.
- Lee Dal Hyung como Choi Dol Yi.

Yukuijeon
- Moon Ga Young como Wol Yi.
- Lee Duk Hwa como Shin Suk Joo.
- Kim Il Woo como Maeng Gu Bum.
- Kim Kyu Chul como Kim Bo Hyun.
- Kim Hak Chul como Kim Hak Joon.
- Im Ho como Min Gyum Ho.

### Otros personajes
- Ko Kyu-pil como Bo Bu-sang.

### Apariciones especiales
- Im Dae Ho
- Kim Seung Wook
- Kim Ha Kyoon
- Lee Won-jong
- Kim Duk Hyun
- Go In Bum
- Jo Duk Hyun
- Woo Hyun
- Kim Seung Soo
- Park Hyo Joon
- Park Gun Tae
- Kim Jin Tae
- Choi Joo Bong
- Song Young Jae
- Kim Ki-doo

## Premios y nominaciones
| Año  | Premio                | Categoría                                                      | Nominado                | Resultado |
| ---- | --------------------- | -------------------------------------------------------------- | ----------------------- | --------- |
| 2015 | 4th APAN Star Awards  | Premio a la alta excelencia, actor en una serie de drama       | Jang Hyuk               | Nominado  |
| 2015 | 4th APAN Star Awards  | Premio a la excelencia, actriz en una serie de drama           | Kim Min-jung            | Ganador   |
| 2015 | 4th APAN Star Awards  | Premio a la excelencia, actriz en una serie de drama           | Han Chae-ah             | Nominado  |
| 2015 | 29th KBS Drama Awards | Premio a la excelencia, actor en un drama de mediana duración  | Jang Hyuk               | Ganador   |
| 2015 | 29th KBS Drama Awards | Premio a la excelencia, actriz en un drama de mediana duración | Kim Min-jung            | Ganador   |
| 2015 | 29th KBS Drama Awards | Premio a la excelencia, actriz en un drama de mediana duración | Han Chae-ah             | Nominado  |
| 2015 | 29th KBS Drama Awards | Premio a la mejor pareja                                       | Jang Hyuk y Han Chae-ah | Ganador   |

## Emisión internacional
- Canadá: All TV.
- Hong Kong: Viu y Now Entertainment.
- Tailandia: True4U (2016).